# Росси, Агнелу
Агнелу Росси (порт. Agnelo Rossi; 4 мая 1913, Жоаким-Эгиджио, Бразилия — 21 мая 1995, Индаятуба, Бразилия) — бразильский куриальный кардинал. Епископ Барра-ду-Пираи с 5 марта 1956 по 6 сентября 1962. Архиепископ Рибейран-Прету с 6 сентября 1962 по 1 ноября 1964. Архиепископ Сан-Паулу с 1 ноября 1964 по 22 октября 1970. Префект Священной Конгрегации Евангелизации Народов с 22 октября 1970 по 9 апреля 1984. Председатель Администрации церковного имущества Святого Престола с 8 апреля 1984 по 6 декабря 1989. Декан Коллегии кардиналов с 19 декабря 1986 по 4 мая 1993. Кардинал-священник с 22 февраля 1965, с титулом церкви Гран-Мадре-ди-Дио с 25 февраля 1965 по 25 июня 1984. Кардинал-епископ Сабины и Поджо Миртето с 25 июня 1984. Кардинал-епископ Остии с 19 декабря 1986 по 4 мая 1993.

## Ранняя жизнь
Агнелу Росси родился 4 мая 1913 года в Жоаким-Эджидио, Бразилии, в диоцезе Кампинас. Его родителями были Висенте Росси, коммандор ордена Святого Гроба Господня и Витория Коломбо. В 1933 году он оставил свой бразильский дом, чтобы отправиться на учёбу в Рим. Там он учился в Папской Коллегии Pio Brasileiro и Папском Григорианском Университете. Он рукоположён в священники 27 марта 1937 года в патриаршей Латеранской базилике Луиджи Тралья, наместником Рима, будущим деканом Коллегии кардиналов.
Росси впоследствии исполнял обязанности, в Бразилии, секретаря епископа Кампинаса в течение одного года и как член профессорско-преподавательского состава Центральной Семинарии Сан-Паулу и факультета экономических наук Университета Кампинаса. Он был каноником соборного капитула Кампинаса в 1943—1956 годах.

## Епископ и кардинал
5 марта 1956 году Росси был назначен епископом Барры-ду-Пираи, в пределах округа митрополии Рио-де-Жанейро. Паулу де Тарсу Кампуш, епископ его родного диоцеза Кампинас, посвящал его в епископы 15 апреля этого же года. Ему помогали Висенте Маркетти Циони титулярный епископ Лауцадо, вспомогательный епископ Сан-Паулу и Элдер Пессоа Камара, титулярный епископ Сальде, вспомогательный епископ Сан-Сабастьяно до Рио-де-Жанейро. Агнелу Росси был назначен архиепископом Рибейран-Прету 6 сентября 1962 года. Двумя годами позднее он стал архиепископом Сан-Паулу, которым он был до 1970 года.
На консистории от 22 февраля 1965 года Росси был возведён в кардиналы-священники папой римским Павлом VI, и получил титулярную церковь Гран-Мадре-ди-Дио.

## На службе вРимской курии
В 1970 году кардинал Росси был назначен префектом Священной Конгрегации Евангелизации Народов, недавно переименованной из Sacra Congregatio de Propaganda Fide (Священной Конгрегации Пропаганды Веры). Впоследствии Росси был назначен председателем Администрации церковного имущества Святого Престола, пост который он занимал с 8 апреля 1984 года по 6 декабря 1989 год.
В 1984 году он также возведён в кардиналы-епископы Сабины и Поджо Миртето папой римским Иоанном Павлом II. Двумя годами позже он получил титул епископа Остии, таким образом, став деканом Коллегии кардиналов.
Росси участвовал в двух конклавах 1978 года (августовском и октябрьском). Оставил пост председателя Администрации Имущества Святого Престола в 1989 году и пост декана Коллегии кардиналов в 1993 году. Впоследствии кардинал Росси возвратился в Бразилию. Ангелу Росси умер 21 мая 1995 года в Индаятубе. Он захоронен в Кампинасе.